# 李愬
李 愬（り そ、Li_Su_大暦8年（773年）-長慶元年（821年））は唐末の将軍。
字は元直。洮州の臨潭（今の甘粛省臨潭）の人。徳宗時代の名将李晟の子。

## 生涯
唐の憲宗の元和9年（814）呉元済が申・光・蔡の3州を占拠した。
唐の政府は軍隊を動員して討伐したが、何年もこれに勝つことができなかった。
李愬は自分から進んで参戦を願い、元和11年（816）、唐（今の河南省汝陽）・隋（今の湖北省隋県）・鄧（今の河南省鄧県）の節度使に任命された。就任後、表面では軍事を放置して、相手を油断させつつ、ひそかに兵士を訓練し、投降してきた兵士を優遇した。
翌年冬、雪の夜に乗じて蔡州を奇襲し、呉元済を捕らえたが、この戦いは戦史における奇襲の模範例となった。
戦功により国公に封じられ、のち武寧・昭義・魏博などの鎮の節度使に歴任した。